# 費康修道院

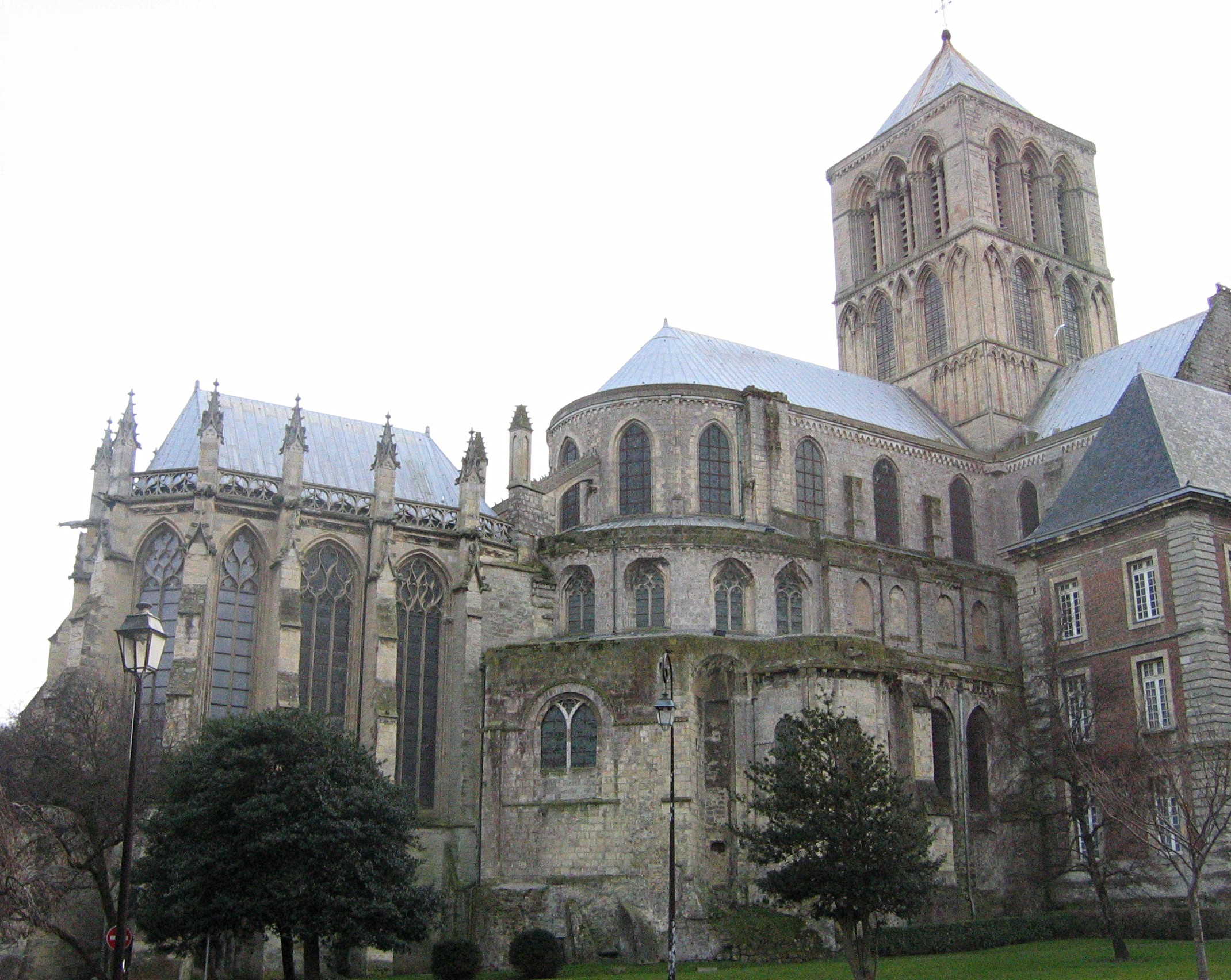
費康修道院

費康聖三一修道院（法語：Abbaye de la Trinité de Fécamp）俗稱費康修道院，是位於法国上诺曼底地區，滨海塞纳省费康一所遵行聖本篤準則的修道院。該修道院以傳統白兰地為基礎，進而研發製造出一款名為「廊酒」的香草利口酒而聞名。